# Conchiermaschine
Die Conchiermaschine, auch kurz Conche genannt (vom span. concha, Muschel, wegen der ursprünglichen Muschelform des Troges), ist in der Schokoladenherstellung ein spezielles Knet- und Rührwerk, das den schmelzenden Charakter des Endprodukts möglich macht.

## Erfindung
Im Jahr 1826 erfand der Schweizer Schokoladenhersteller Philippe Suchard den Mélangeur – eine Maschine zur Vermengung von Zucker und Kakaopulver. Im Dezember 1879 gelang dem Schweizer Schokoladenhersteller Rudolf Lindt durch seine Erfindung der Conche eine entscheidende Verbesserung: Die bis dahin übliche brüchig-sandige Konsistenz der handelsüblichen Schokoladen, bitter im Geschmack und keinesfalls auf der Zunge zergehend, erhielt die heute noch geschätzte feincremige, zartschmelzende Struktur.

## Wirkungsweise
Die nach dem Mischen der Zutaten (Kakaobutter, Kakaomasse, Zucker, Milchpulver) im Mélangeur (Mixer) entstehende Masse ist mit zwei bis vier Prozent Restfeuchtigkeit zwar recht trocken, enthält aber noch so viel Wasser, dass der gelöste Zucker teilweise wieder kristallisiert und die Struktur der Masse stark zerklüftet. In den zahllosen winzigen Spalten verschwinden die glättenden Fettanteile der Kakaobutter. Die Schokoladenmasse wirkt krümelig, fast mehlig.
Rodolphe Lindt wusste, dass er dieser Schokoladenmasse mehr Feuchtigkeit entziehen musste, um die Kristallisation des Zuckers zu verhindern. Er konstruierte eine Rührmaschine, einen so genannten „Längsreiber“: Ein flaches längliches Becken aus Granit, über das sich Granitwalzen vor- und zurückbewegen. Durch die dabei entstehende Reibung wird die Masse im Behälter auf 76 °C bis 78 °C erwärmt und dadurch flüssig. Die Walzen schlagen dabei gegen die Ränder, so dass die Schokoladenessenz über die Walzen zurück in den Hauptteil des Mechanismus schwappt und hierbei die Restfeuchtigkeit durch Verdunsten auf unter ein Prozent sinkt. 
Ob Lindt nun mit längeren Laufzeiten seiner Maschine experimentiert oder schlicht einmal vergessen hat, sie abzuschalten, ist nicht überliefert. Das Ergebnis nach 72 Stunden Rühren in der Conche war jedenfalls verblüffend – Lindt fand etwas völlig Neues vor: Eine mattglänzende, flüssige Masse, die sich leicht in Formen gießen ließ, ein wunderbares Aroma hatte und vor allem auf der Zunge zerging.
Mit modernen Conchen dauert das Conchieren nur noch etwa 12 bis 48 Stunden bei gleich gutem Ergebnis. Seit einigen Jahren sind weltweit semi-kontinuierliche Hochleistungs-Conchen (PIV) in Betrieb. Diese Maschinen arbeiten mit einer wesentlich höheren Schergeschwindigkeit als traditionelle Conchen und können so den gesamten Conchier-Prozess bei gleich guten Qualitäten in ca. einer Stunde erledigen.

## Verfeinerung des Geschmacks
Nicht nur Wasser, sondern auch Geruchs-, Bitter- und Aromakomponenten verflüchtigen sich durch langes Conchieren. Der Geschmack der Schokolade wird so positiv beeinflusst. Durch separate Vorbehandlung der verwendeten Kakaomasse können das Wasser und ein großer Teil der unerwünschten Aromastoffe bereits im Vorfeld entfernt werden. So lassen sich die erforderlichen Conchierzeiten signifikant verkürzen.
Diese geschmackliche Veränderung ist aber nicht bei allen Schokoladenkonsumenten erwünscht, denn durch langes Conchieren gehen auch diejenigen Aromastoffe verloren, die Schokolade ihre charakteristischen Aromen verleihen. Anders als vom Produktmarketing der Schokoladenindustrie häufig beworben, kann aus der Dauer des Conchierprozesses kein Rückschluss auf die Produktqualität getroffen werden.

## Weiterentwicklung
Das Verfahren, das 1899 nach Verkauf der Firma Lindt an Chocolat Sprüngli AG (Zürich) von dieser weiter genutzt wurde, geriet trotz Geheimhaltung bereits 1901 in die Fachpresse und wurde seitdem weltweit von anderen Herstellern übernommen.
Mit Verbesserungen versuchte man, das Verfahren zu verkürzen und besser zu steuern. Während Lindts Ur-Conche nur durch Reibung erwärmte, wurde später mit Dampf und heißem Wasser beheizt. Der Prozess des Erwärmens, der Temperaturverlauf und die erreichte Endtemperatur (55 bis 90 °C) gehören heute zur Rezeptur, denn sie beeinflussen den Geschmack der Schokolade ebenso wie die Dauer des Conchierens. Die Fertigkeit besteht darin, die Temperatur so zu steuern, dass unerwünschte Aromen verdampfen, erwünschte aber nicht.
Einige Schokoladen werden bis zu zwölf Stunden conchiert, andere bis zu drei Tage. Da Längsreiber höchstens 1000 Kilogramm fassen und einen hohen Energie- und Zeitbedarf haben, gelten sie als überholt und unwirtschaftlich. Heute benutzt man meistens Rundconchen, die bis zu neun Tonnen Schokoladenmasse mit rotierenden Armen kreisförmig bewegen. Es gibt mittlerweile mehrere Bauformen und Techniken, mit denen versucht wird, den aufwändigen Prozess des Conchierens zu rationalisieren. Je nach Maschinenart wird das Endprodukt bei gleicher Rohstoffzusammensetzung aber ganz andere Geschmacksnuancen aufweisen.